# ヤサカバス
株式会社ヤサカバス（やさかバス）は、京都府京都市右京区に本社を置くヤサカグループのバス事業者である。彌榮自動車の完全子会社。京都市洛西地区および醍醐地区、向日市において乗合バス事業を行う。
ヤサカグループでは従来よりヤサカ観光バスとして貸切バス事業を行ってきたが、2002年12月2日に当社を設立し、同年の改正道路運送法施行による規制緩和に合わせて、翌2003年1月14日より乗合バス事業に新規参入を果たした。

## 概要
従来、京都市西京区の洛西ニュータウンおよび桂坂地区からJR京都線方面へのアクセスは京都市交通局、京阪京都交通（当時は京都交通）などが運行する京都駅までのバス路線が主力であったが、1時間ほどの所要時間があった。より近いJR向日町駅への路線バスの要望は強かったが、同駅所在地が向日市であるため京都市交通局は路線が開設しにくい状態にあった（ただし京都市営バスは一部長岡京市内までの路線を設定している）。ヤサカバスの参入により、これらの地区から向日町駅へのアクセスが大幅に増強された。
また、2003年3月に開業した阪急京都本線洛西口駅から洛西ニュータウン地区へのアクセス路線への参入という性格も強い。2008年10月18日のJR京都線桂川駅開業に伴い全路線が同駅にも乗り入れ、一部のバスは同駅止まりとなった。
開業以来の乗合バス事業に加えて、2007年春より貸切バス事業にも参入しており、ヤサカ観光バスが保有しない小型貸切バスの運行を行っている。
イオンモール京都桂川の開業による2014年10月10日のダイヤ改正により、7号系統と8号系統が新設された。
2021年3月27日のダイヤ改正により、JR向日町～JR桂川駅前間の運行は1号系統に限定された。

## 運賃・乗車券類
ヤサカバスは2024年4月にスルッとKANSAIに加盟し、2025年3月22日から一般路線においてPiTaPa、ICOCAなどのICカードでの支払いに対応する。醍醐コミュニティバスはICカード対応予定は無く、現金・回数券のみの支払いである。なお独自の乗車カードは発行していない。ただし京都市域バス共通回数券および京都市交通局がICOCAで発行する市バスフリー定期券（2025年3月22日から）は利用できる。
- 回数券
  - 150-280円券、11枚綴り10枚相当額。バス車内およびラクセーヌ（洛西バスターミナル内）2階インフォメーション・ラクセーヌ商店会事務所・ヤサカバス上鳥羽営業センター、ヤサカバス回数券発売所の看板のあるお店等で購入できる。
  - ヤサカバス得割回数券
    - 190円券19枚綴り3000円
    - 240円券24枚綴り5000円

  - 京都市域バス共通回数券。ただし同券は260円券までしかないため、280円区間においては140円券を2枚使用するか現金を併用する必要がある。また、均一区間内に路線が存在しないため、昼間割引回数券は利用できない。
  - 障害者用半額回数券
- 定期券
  - 通勤定期（基準運賃ごとに1ヶ月・3ヶ月・6ヶ月）
  - 通学定期（基準運賃ごとに1ヶ月・3ヶ月・6ヶ月）　

ジャスト定期券制度　通勤定期・通学定期（1ヶ月・3ヶ月・6ヶ月）に1日-29日の任意の日数を追加するもの。最長6ヶ月と29日まで発売可能。追加期間も定期券の割引率を適用（2010年5月10日発売開始）。
  - 学期定期（基準運賃ごとに1学期〈4月-7月〉・2学期〈9月-12月〉・3学期〈1月-3月〉）

これらの定期券は、ラクセーヌ2階インフォメーション・ラクセーヌ商店会事務所、ヤサカバス上鳥羽営業センターで、発売している。
  - JR連絡定期券（JR西日本の各駅とヤサカバスの各地区との間で1枚の磁気定期券として発行可能。ヤサカバスの定期区間に対し割引が適用される、こちらは、JR西日本の各駅のみどりの窓口で購入する。ICOCA定期券としては発行できない。）

## 現行路線
系統番号の正式な呼称は、一般路線と醍醐コミュニティバスとで異なっており、前者では「X号系統」と、後者は「X号路線」とそれぞれ称する。

### 一般路線
各系統番号において「1A」「2A」などAがつくものはJR向日町行き、そうでないものはJR桂川駅前行きを表す。また同様にSがつくものは短縮路線を表す。
- 1・1A・1S号系統 JR向日町・JR桂川駅前から境谷大橋経由桂坂方面 (1Sは桂坂小学校前から峰ヶ堂町一丁目を経由せず桂坂中央行き)
  - JR向日町 - JR桂川駅前 - 洛西口駅前 - 物集女 - 境谷大橋 - 新林池公園 - 国道沓掛口 - 桂坂口 - 西桂坂 - 桂坂小学校前 - 峰ヶ堂町一丁目 - 桂坂中央
- 2・2S号系統 JR桂川駅前から竹の里循環内回り (2Sは循環後北福西町一丁目止まり)
  - JR桂川駅前→洛西口駅前→物集女→境谷大橋→西竹の里町→福西竹の里→洛西大橋→物集女→洛西口駅前→JR桂川駅前
- 3号系統 JR桂川駅前から竹の里循環外回り
  - JR桂川駅前→洛西口駅前→物集女→洛西大橋→福西竹の里→西竹の里町→境谷大橋→物集女→洛西口駅前→JR桂川駅前
- 6・6S号系統 JR桂川駅前から三ノ宮街道経由桂坂方面 (6Sは花の舞公園から西桂坂を経由せず桂坂中央行き)
  - 桂坂方面 JR桂川駅前→洛西口駅前→物集女→史跡公園前→三ノ宮街道→京大桂キャンパス前→桂坂小学校前→西桂坂→桂坂中央
  - JR桂川駅前方面
    - 朝ラッシュ時 桂坂中央→東桂坂→桂イノベーションパーク前→三ノ宮街道→史跡公園前→物集女→洛西口駅前→JR桂川駅前
    - 昼間時間帯〜最終まで 桂坂中央→西桂坂→桂坂小学校前→京大桂キャンパス→三ノ宮街道→史跡公園前→物集女→洛西口駅前→JR桂川駅前
- 7号系統 JR桂川駅前から新林循環内回り
  - JR桂川駅前→洛西口駅前→物集女→東新林町→新林池公園→境谷大橋→物集女→洛西口駅前→JR桂川駅前
- 8・8S号系統 JR桂川駅前から新林循環外回り (8Sは循環後東新林町止まり)
  - JR桂川駅前→洛西口駅前→物集女→境谷大橋→新林池公園→東新林町→物集女→洛西口駅前→JR桂川駅前
- 臨時（臨） JR向日町から京都明徳高校前
  - JR向日町 - JR桂川駅前 - 洛西口駅前 - 物集女 - 京都明徳高校前

### コミュニティバス
- 醍醐コミュニティバス（全路線）

開業時より「醍醐コミュニティバス市民の会」から委託を受けて運行している。なお、車庫は南区上鳥羽（伏見区との境界線付近）にあるため、バスは長距離の回送となる。そのため中久世一丁目付近に操車場が設けられている。

## 廃止路線
- 2A号系統 JR向日町から竹の里循環内回り
  - JR向日町→JR桂川駅前→洛西口駅前→物集女→境谷大橋→西竹の里町→福西竹の里→洛西大橋→物集女→洛西口駅前→JR桂川駅前→JR向日町
- 3A号系統 JR向日町から竹の里循環外回り
  - JR向日町→JR桂川駅前→洛西口駅前→物集女→洛西大橋→福西竹の里→西竹の里町→境谷大橋→物集女→洛西口駅前→JR桂川駅前→JR向日町
- 4A号系統 桂坂中央発洛西高校経由JR桂川駅前・JR向日町行き (平日朝1便のみ運行)
  - 桂坂中央→桂坂小学校前→西桂坂→桂坂口→新林センター前→西竹の里町→福西竹の里→洛西大橋→物集女→洛西口駅前→JR桂川駅前→JR向日町

## 車両
ヤサカバスの路線車はいすゞ自動車と日野自動車製を保有する。グループのヤサカ観光バスが保有している三菱ふそうトラック・バス製の車両は導入していない。